# أوتو كاريوس
أوتو كاريوس (27 مايو 1922 - 24 يناير 2015) قائد دبابة ألمانية في الفيرماخت ألمانيا النازية خلال الحرب العالمية الثانية. حصل على وسام الفارس الصليبي الحديدي بأوراق البلوط.

## الحرب العالمية الثانية
بعد فترة وجيزة من تخرج أوتو كاريوس من المدرسة، اندلعت الحرب العالمية الثانية. تم تجنيد في الجيش ولم يتم قبوله إلا بعد رفضه مرتين باعتباره غير صالح للخدمة العسكرية بسبب نقص الوزن. خدم أولاً في المشاة قبل التطوع في فرع بانزر. أشار والده إلى الدبابات بأنها «مصائد الموت المعدنية».  في عام 1943، تم نقله إلى كتيبة الدبابات الثقيلة 502 وحارب في القطاعات الشمالية للجبهة الشرقية. في وقت لاحق، تم تعيينه قائدًا لسرية ياجتايجر من الكتيبة الثقيلة المضادة للدبابات 512 في بداية عام 1945، والتي كانت في ذلك الوقت تشارك في القتال على الجبهة الغربية. في 8 مارس 1945، تم توجيه السلاية الثانية بقيادة كاريوس إلى خط الجبهة بالقرب من وسام الفارس الصليبي الحديدي حيث شارك في الدفاع عن نهر الراين ضد القوات الأمريكية التي تعبر النهر، مع نجاحات محدودة في إبقائها مرة أخرى. في النهاية، بعد أن حوصر في جيب الرور شرق نهر الراين، أمر بتدمير جميع جاجدتيغرز (لمنع قوات العدو من القبض عليهم سليما) ثم استسلم للجيش الأمريكي في 7 مايو 1945. تم احتجازه لفترة وجيزة كسجين حرب، وتم إطلاق سراح كاريوس في وقت لاحق من الأسر في 21 مايو 1945، بعد أسبوعين.
يعتبر «بطل بانزر»، ينسب إليه تدمير أكثر من 150 دبابة معادية وطائرة واحدة؛ معظم «قتله» كان على الجبهة الشرقية.

## الحياة في وقت لاحق
بعد الحرب، درس كاريوس الصيدلة في جامعة هايدلبرغ وأقام صيدلية أطلق عليها اسم "Tiger Apotheke" كإشادة بدبابة التايجر. كما قام بتأليف كتاب عن تجاربه في زمن الحرب بعنوان «تايجر في الطين»، الذي صدر في عام 1960. أدار الصيدلية حتى التقاعد في عام 2011. توفي في 24 يناير 2015 عن عمر يناهز 92 عامًا. 

## يعمل
- النمور في الوحل: مهنة القتال لقائد بانزر الألماني أوتو كاريوس . ميكانيكسبورغ، بنسلفانيا: كتب Stackpole. (ردمك 978-0-8117-2911-6).

## الجوائز
- الصليب الحديدي (1939) الدرجة الثانية (15 سبتمبر 1942) والدرجة الأولى (23 نوفمبر 1943) [7]
- صليب فارس للصليب الحديدي بأوراق البلوط
  - الصليب فارس يوم 4 مايو 1944 كما Leutnant من الاحتياطيات وقائد فصيلة في 2./schwere بانزر-أبتيلونغ 502 [8]
  - يغادر البلوط 535 في 27 يوليو 1944 بصفته مسؤولًا عن الاحتياط وزعيم 2./schwere Panzer-Abteilung 502
- شارة بانزر من الدرجة الثانية الفضية (15 يوليو 1944) والصف الثالث (1 سبتمبر 1944) [9]
- شارة الجرح باللون الأسود (8 يوليو 1941)، باللون الفضي (15 ديسمبر 1943) والذهب (11 سبتمبر 1944) [3]

### اقتباسات
1. 1 2  TracesOfWar | Otto Carius، QID:Q98839586
2. ↑  "Otto Carius". ذا تايمز. 12 فبراير 2015. مؤرشف من الأصل في 2015-12-17. اطلع عليه بتاريخ 2015-06-12.
3. 1 2  Carius، Otto (2003). Tigers in the Mud. Stackpole Books. ISBN:978-0-8117-2911-6.
4. ↑  Stockert 2012, p. 124.
5. ↑  George Forty "Tiger Tank Battalions in World War II" p. 103.
6. ↑  "Otto Carius, Famous German Panzer ace of WWII, dies at 92" [en] (بالإنجليزية). Archived from the original on 2020-03-23. Retrieved 2020-03-26.
7. ↑  Thomas 1997, p. 97.
8. ↑  Scherzer 2007, p. 257.
9. ↑  Carius 2003, Document 27

### قائمة المراجع
- Scherzer, Veit (2007). Die Ritterkreuzträger 1939–1945 Die Inhaber des Ritterkreuzes des Eisernen Kreuzes 1939 von Heer, Luftwaffe, Kriegsmarine, Waffen-SS, Volkssturm sowie mit Deutschland verbündeter Streitkräfte nach den Unterlagen des Bundesarchives [The Knight's Cross Bearers 1939–1945 The Holders of the Knight's Cross of the Iron Cross 1939 by Army, Air Force, Navy, Waffen-SS, Volkssturm and Allied Forces with Germany According to the Documents of the Federal Archives] (بالألمانية). Jena, Germany: Scherzers Militaer-Verlag. ISBN:978-3-938845-17-2.
- Stockert, Peter (2012). Die Eichenlaubträger 1939–1945 Band 6 [The Oak Leaves Bearers 1939–1945 Volume 6] (بالألمانية) (3rd ed.). Bad Friedrichshall, Germany: Friedrichshaller Rundblick. OCLC:76072662.
- Thomas, Franz (1997). Die Eichenlaubträger 1939–1945 Band 1: A–K [The Oak Leaves Bearers 1939–1945 Volume 1: A–K] (بالألمانية). Osnabrück, Germany: Biblio-Verlag. ISBN:978-3-7648-2299-6.